# Strange Little Girls
Strange Little Girls är ett konceptalbum av Tori Amos och det sjätte albumet i ordningen, utgivet i september 2001 på Atlantic Records.
Alla tolv låtarna på skivan är covers på låtar skrivna av män som Amos omtolkar från ett kvinnoperspektiv. Hon skapade tretton kvinnliga rollfigurer (i en låt förekommer ett tvillingpar) och sjöng låtarna från dessa kvinnors perspektiv. Skivan släpptes med fyra olika omslag med Tori Amos som olika rollkaraktärer. Text till de olika fotografierna skrevs av Neil Gaiman.

## Låtlista
| Nr  | Titel                                       | Längd |
| --- | ------------------------------------------- | ----- |
| 1.  | New Age (av The Velvet Underground)         | 4:37  |
| 2.  | '97 Bonnie & Clyde (av Eminem)              | 5:46  |
| 3.  | Strange Little Girl (av The Stranglers)     | 3:50  |
| 4.  | Enjoy the Silence (av Depeche Mode)         | 4:10  |
| 5.  | I'm Not in Love (av 10cc)                   | 5:39  |
| 6.  | Rattlesnakes (av Lloyd Cole)                | 3:59  |
| 7.  | Time (av Tom Waits)                         | 5:23  |
| 8.  | Heart of Gold (av Neil Young)               | 4:00  |
| 9.  | I Don't Like Mondays (av The Boomtown Rats) | 4:21  |
| 10. | Happiness Is a Warm Gun (av The Beatles)    | 9:55  |
| 11. | Raining Blood (av Slayer)                   | 6:22  |
| 12. | Real Men (av Joe Jackson)                   | 4:07  |

## Listplaceringar
| Listor (2001)                    | Högsta placering |
| -------------------------------- | ---------------- |
| Australiensiska albumlistan      | 7                |
| Belgiska albumlistan (Flandern)  | 6                |
| Belgiska albumlistan (Vallonien) | 24               |
| Brittiska albumlistan            | 16               |
| Danska albumlistan               | 16               |
| Finländska albumlistan           | 16               |
| Franska albumlistan              | 26               |
| Italienska albumlistan           | 11               |
| Kanadensiska albumlistan         | 8                |
| Nederländska albumlistan         | 27               |
| Norska albumlistan               | 13               |
| Schweiziska albumlistan          | 34               |
| Svenska albumlistan              | 32               |
| USA Billboard 200                | 4                |
| Österrikiska albumlistan         | 18               |

## Medverkande
- Tori Amos - sång, piano, elpiano, producent
- Adrian Belew - gitarr, effekter
- Jon Astley - mastering
- Matt Chamberlain - trummor
- Jon Evans - bas
- Mark Hawley - mixning
- M & M - gitarr, keyboard ("Rattlesnakes")
- Justin Meldal-Johnsen - bas
- Marcel van Limbeek - mixning
- John Philip Shenale - arrangemang, synthesizer